# Домманже, Жан-Батист
Жан-Батист Домманже (фр. Jean-Baptiste Dommanget; 1769—1848) — французский военный деятель, бригадный генерал (1811 год), барон (1810 год), участник революционных и наполеоновских войн. Имя генерала выбито на Триумфальной арке в Париже.

## Биография
До революции работал клерком нотариуса. 11 мая 1791 года записался добровольцем в 23-й кавалерийский полк. Кампанию 1792 года провёл на территории Шампани. В 1793 году с полком вошёл в состав Самбро-Маасской армии. 3 октября 1795 года переведён в 15-й конно-егерский полк. 31 июля 1797 года произведён в капитаны, и возглавил роту 5-го драгунского полка. В 1798 года сражался против повстанцев в Бельгии.
Во второй Итальянской кампании Бонапарта, уже в звании командира эскадрона, командовал отрядом из 500 драгун. Принимал участие в переходе через Сен-Бернар. После занятия Милана, у Лоди он присоединился к генералу Дюэму, и со своим отрядом составил авангард его дивизии. У Кремоны Домманже с 5-м драгунским атаковал и разбил австрийский батальон, а также подошедший им на помощь Легион Бюсси.
29 октября 1803 года произведён в майоры, и назначен заместителем командира 8-го драгунского полка. По военному уставу, майоры во время военной кампании оставались в депо полка, и занимались вопросами обучения и пополнения. Однако Жан-Батист написал письмо военному министру с просьбой понизить его в звании, и дать возможность принять участие в кампании 1805 года. Вскоре он получил разрешение присоединиться к полку с сохранением звания майора. Нагнав 3-ю драгунскую дивизию генерала Бомона (8-й драгунский входил в её состав) в окрестностях Мюнхена, Домманже сразу берётся за дело, и великолепной атакой, затратив всего десять минут, опрокидывает и заставляет сложить оружие батальон австрийцев. Вскоре под удар драгун попадает целый полк австрийских гусар. Результат тот же. Противник рассеян и преследуется по улицам городка Бид. Бравое поведение Домманже в этот день, а также при Ламбахе на следующий, цитируется в бюллетенях Великой армии. В сражении при Аустерлице, 8-й драгунский сперва безуспешно атакует хорошо защищённую русскую артиллерию, а затем участвует в разгроме пехотного корпуса, где захватывает в плен русского генерала Александра Ланжерона, которого майор лично доставил Императору.
20 сентября 1806 года произведён в полковники, и получил под своё начало 10-й драгунский полк. Уже 27 октября 1806 года у деревни Викмансдорфф Домманже получил возможность ещё раз доказать свою храбрость и мастерство. Во главе 300 драгун смело атаковал и разгромил прусский драгунский полк Королевы (тот самый, что точил сабли о ступени французского посла в Берлине), захватив при этом 550 пленных, в том числе генерал-майора Цастро. Маршал Мюрат прибыл в дивизию Бомона, чтобы лично поздравить полковника за проявленную смелость.
Отличился в сражениях при Пренцлау, Любеке, Хоффе и Эйлау, где под ним была убита лошадь. 14 июня 1807 года в сражении при Фридланде был ранен саблей в голову, и был едва не затоптан копытами неприятельской кавалерии, но вовремя подоспевшие драгуны спасли его. За это сражение 28 человек из 10-го драгунского были награждены орденом Почётного легиона, в том числе и сам Жан-Батист.
С 1808 года по 1811 год сражался в Испании и Португалии. 28 ноября 1809 года прославился храбростью в сражении при Альба-де-Тормес. 12 января 1811 года у Мондина, командуя авангардом дивизии Клапареда, нанёс поражение арьергарду отступающей португальской армии. Также отличился в сражении при Фуэнтес-де-Оноро, где под ним была ранена лошадь. По представлению генерала Монбрена 6 августа 1811 года был произведён Наполеоном в бригадные генералы.
Вернулся во Францию в конце ноября 1811 года. 13 марта 1812 года назначен командиром 17-й бригады лёгкой кавалерии (саксонский шеволежерский полк принца Альбрехта, 1-й и 2-й баварские шеволежерские полки) в составе 3-й дивизии генерала Шастеля 3-го корпуса резервной кавалерии генерала Груши. Участвовал в Русском походе. Действуя в авангарде, отличился при Минске, у Бабиновска, между Оршей и Витебском. 16 августа разбил русскую кавалерию у Смоленска. 27 августа атаковал тылы русских у Вязьмы, и вынудил их ретироваться в лес. С редким бесстрашием сражался с огромной массой русской кавалерии у Большого редута в ходе Бородинского сражения. Был тяжело ранен сабельным ударом в голову и пулей в правую щёку, практически оторвавшей верхнюю губу. После удачной операции, проведённой хирургом Ларреем, перевезён в Москву. Принимал участие в отступлении французов из России.
Едва поправившись после ранения, возглавил 4 апреля 1813 года 2-ю бригаду 1-й маршевой дивизии 2-го корпуса резервной кавалерии. Отличился в сражении при Вюрлшене. 20 июля 1813 года — командир 2-й бригады (2-й шеволежерский и 11-й конно-егерский полки) 2-й кавалерийской дивизии генерала Русселя. 26 августа 1813 года Руссель был тяжело ранен в голову, и Домманже принял командование 2-й дивизией. 12 октября 1813 года между Дессау и Потсдамом атаковал и уничтожил экипажи шведской армии. В «Битве народов» действует на левом фланге, и его отряд несёт большие потери. 30 октября принимал самое активное участие в битве при Ганау. В ходе отступления прикрывает фланги французов, отбивая многочисленные атаки неприятеля.
3 февраля 1814 года сражался при Шоссе, где своими умелыми действиями прикрыл отступление главных сил. 14 февраля — при Вошане полностью уничтожил русское каре, блокировавшее дорогу. В этом сражении отличились 2-й шеволежерский и 11-й конно-егерский полки. 27 февраля — при Бар-сюр-Обе. Утром 30 марта 1814 года Домманже было поручено возглавит эскорт, сопровождающий Императора из Труа в Париж.
При первой Реставрации Бурбонов вышел в сентябре 1814 года в отставку. Во время «Ста дней» присоединился к Императору и в конце мая 1815 года возглавил 2-ю бригаду (4-й и 9-й конно-егерские полки) 3-й кавалерийской дивизии генерала Домона 6-го корпуса генерала Мутона. Сражался при Линьи и Ватерлоо.
После второй Реставрации в августе 1815 года выведен в резерв и определён под надзор полиции. 1 апреля 1817 года арестован и получил свободу только в октябре 1817 года. 1 января 1825 года вышел в отставку после 33 лет активной службы. После Июльской революции 1830 года, новое правительство 22 марта 1831 года внесло Домманже в резерв, однако уже 1 мая 1832 года он окончательно вышел в отставку.
Умер Жан-Батист Домманже 10 февраля 1848 года в Париже в возрасте 78 лет, и был похоронен в фамильном склепе на кладбище Версаля.

## Воинские звания
- Бригадир-фурьер (1 апреля 1793 года);
- Лейтенант (21 декабря 1793 года, утверждён в чине 23 января 1795 года);
- Капитан (31 июля 1797 года);
- Командир эскадрона (2 февраля 1800 года);
- Майор (29 октября 1803 года);
- Полковник (20 сентября 1806 года);
- Бригадный генерал (6 августа 1811 года).

## Титулы
- Барон Домманже и Империи (фр. baron Dommanget et de l'Empire; декрет от 19 марта 1808 года, патент подтверждён 14 апреля 1810 года)[1].

## Награды
Легионер ордена Почётного легиона (25 марта 1804  года)
 Офицер ордена Почётного легиона (11 июля 1807 года)
 Коммандан ордена Почётного легиона (28 марта 1813 года)
 Кавалер ордена Железной короны (15 мая 1813 года)
 Командор саксонского военного ордена Святого Генриха (16 июля 1813 года)
 Командор баварского военного ордена Максимилиана Иосифа (10 августа 1813 года)
 Кавалер военного ордена Святого Людовика (31 июля 1814 года)